# Правителство на Александър Цанков 1
Първото правителство на Александър Цанков е четиридесет и второ правителство на Царство България, назначено с Указ № 2 от 9 юни 1923 г. на цар Борис III. Управлява страната до 22 септември 1923 г., след което е наследено от второто правителство на Александър Цанков.

## Политика
Непосредствено след като научават за преврата, земеделците от някои райони на страната започват въоръжени действия срещу новата власт. Особено масово е въстанието в Плевенско и Пловдивско. В Пазарджишко въстаниците са ръководени лично от Александър Стамболийски. След 5-дневни ожесточени боеве неорганизираните и лошо въоръжени отряди на Оранжевата гвардия са разгромени от редовните военни части. На 14 юни същата година Стамболийски е убит в родното му село Славовица. В сраженията срещу селяните участват и отряди на ВМРО. БКП (т.с.) не подкрепя земеделците. Отделни комунисти се включват в борбата против новата власт, но официалното становище на БКП (т.с.) е, че в България се води борба между едрата градска и дребната селска буржоазия за власт, в която работниците не трябва да участват.

### Вътрешни и международни проблеми
Идвайки на власт, правителството на проф. Александър Цанков е изправено между сериозни вътрешни и международни проблеми. Трябва да се спечели доверието на Великите сили и съседните държави, да се преодолее следвоенната икономическа криза, както и да се тушират силата и влиянието на БКП (т.с.) и БЗНС. За изпълнението на тези задачи кабинетът консолидира в политическо обединение – Демократическия сговор – антилевите сили. Едновременно с образуването на Сговора се наблюдава и промяна в тактиката на БКП (т.с.). Под натиска на Коминтерна и въпреки несъгласието на част от ръководството на БКП (т.с.) (Тодор Луканов, Димитър Благоев и др.) българските комунисти започват подготовка за въоръжено въстание. Те влизат в съюз с лявото крило на БЗНС. Необходимите за въстанието пари и оръжие в по-голямата си част са осигурени от съветското правителство. Планът за въстанието предвижда разделяне на страната на революционни окръзи, единствено ръководството (Георги Димитров, Васил Коларов, Гаврил Генов) е за едновременно избухване, привличане на част от армията на страната на работниците и селяните. Най-голяма роля за успеха му е отредена на Врачански окръг, където симпатизантите на БКП (т.с.) са най-многобройни. Предвижда се техни части да помогнат на софийските въстаници за превземането на столицата.
Правителството разполага с пълна информация за подготвянето на въстание. За да го лишат от ръководители и да предизвикат преждевременното му избухване, на 12 септември същата година властите арестуват в големите градове над 2500 комунисти. На другия ден, в отговор на арестите, е обявено въстанието в Мъглиж. До 20 септември същата година започват въстанически действия в Нова Загора, Стара Загора, Ихтиман, Чирпанско, Казанлъшко и др. За потушаването му правителството използва редовни военни части и доброволчески отряди – т.нар. шпицкоманди, организирани със съгласието на държавите победителки.

## Съставяне
Кабинетът, оглавен от Александър Цанков, е образуван от политически дейци на Народния сговор, на Конституционния блок, на Съюза за демокрация и на Демократическия сговор.

### Кабинет
Сформира се от следните 8 министри:
| министерство                                | име | име                      | партия                       |
| ------------------------------------------- | --- | ------------------------ | ---------------------------- |
| председател на Министерския съвет           |     | Александър Цанков        | Народен сговор               |
| вътрешни работи и народно здраве            |     | Иван Русев               | Народен сговор               |
| външни работи и изповедания                 |     | Александър Цанков (упр.) | Народен сговор               |
| правосъдие                                  |     | Боян Смилов              | Националлиберална партия     |
| железници, пощи и телеграфи                 |     | Димо Казасов             | БРСДП (ш.с.)                 |
| обществени сгради, пътища и благоустройство |     | Янко Стоянчов            | Демократическа партия        |
| народно просвещение                         |     | Янаки Моллов (упр.)      | Народен сговор               |
| финанси                                     |     | Петър Тодоров            | Радикалдемократическа партия |
| война                                       |     | Александър Цанков        | Народен сговор               |
| търговия, промишленост и труд               |     | Цвятко Бобошевски        | ОНПП                         |
| земеделие и държавни имоти                  |     | Янаки Моллов             | Народен сговор               |

### Промени в кабинета

#### от 10 юни 1923
| министерство                | име | име               | партия         |
| --------------------------- | --- | ----------------- | -------------- |
| външни работи и изповедания |     | Христо Калфов     | Народен сговор |
| война                       |     | Иван Вълков       | военен         |
| народно просвещение         |     | Александър Цанков | Народен сговор |

## Събития
- 9 юни 1923 – установено с Деветоюнския преврат.
- 10 юни 1923 – избухва Юнското въстание.
- 12 септември 1923 – избухва Септемврийското въстание.
- юни-септември 1923 – потушаване на Юнското и Септемврийското въстание.